# Siménfalva
Siménfalva (1899-ig Alsó-Siménfalva, románul Șimonești) falu Romániában Hargita megyében. Az Alsó-Nyikómente legnagyobb települése és községközpontja. 430-450 tszf. magasságban fekszik, belterülete 99 hektár.

## Fekvése
Székelykeresztúrtól 7 km-re északkeletre fekszik, Székelyudvarhelytől pedig 21 km-re fekszik.

## Nevének eredete
Nevét onnan kapta, hogy régi templomának Szent Simon volt a védőszentje, eredetileg Semjénfalva volt a neve.

## Története
1333-ban említi először oklevél, de valószínűleg már korábban is lakott hely volt. A falutól nyugatra a Csereháton bronzkori leletek kerültek elő.
Határában a 880 m magas Várhegyen ismeretlen korú földvár sáncai látszanak, melyet Orbán Balázs Kadicsa várának nevezett el. A romok akkor Nagykadács határába estek – innen a neve. Orbán Balázs az északnyugatra emelkedő Pothárd-tető is talált sáncnyomokat.
Siménfalva leghíresebb személyisége Székely Mózes, aki Báthory István erdélyi fejedelem és lengyel király több ezer erdélyi magyar és székely katonája mellett éveken keresztül harcolt Lengyelországban. Székely Mózest a király vitézségéért „szentelt lovaggá” ütött, ekkor kapta a "Siménfalvi" előnevet, majd a háború befejezésével 1583-tól a székelyföldi Sófalva sóbányájának kamaraispánjává nevezett ki és jelentős birtokokat adományozott neki. Az egyik legfontosabb birtok, melyet Báthory Istvántól kapott épp a siménfalvi birtok. Erre a birtokra építette fel Székely Mózes nemesi udvarházát és más épületeket, az épületek előtt faragott, festett székelykapuja volt az egyetlen székely fejedelemnek.
A siménfalvi udvarházat a fejedelem egyetlen életben maradt fia, ifj. Székely Mózes örökölte. Ebben az időben került Siménfalvára Bonyhai Moga Mihály, aki a helyi székelyektől eltanulta a székely-magyar rovásírást. Bonyhai Mihály rovásírásos feljegyzéseit csak 1991-ben találta meg a csíksomlyói ferencesek könyvtárában Muckenhaupt Erzsébet.
1910-ben 915 lakosa volt. A trianoni békeszerződésig Udvarhely vármegye Székelykeresztúri járásához tartozott. 1992-ben 1057 lakosából, 1033 magyar, 18 román, 6 cigány.

## Látnivalók

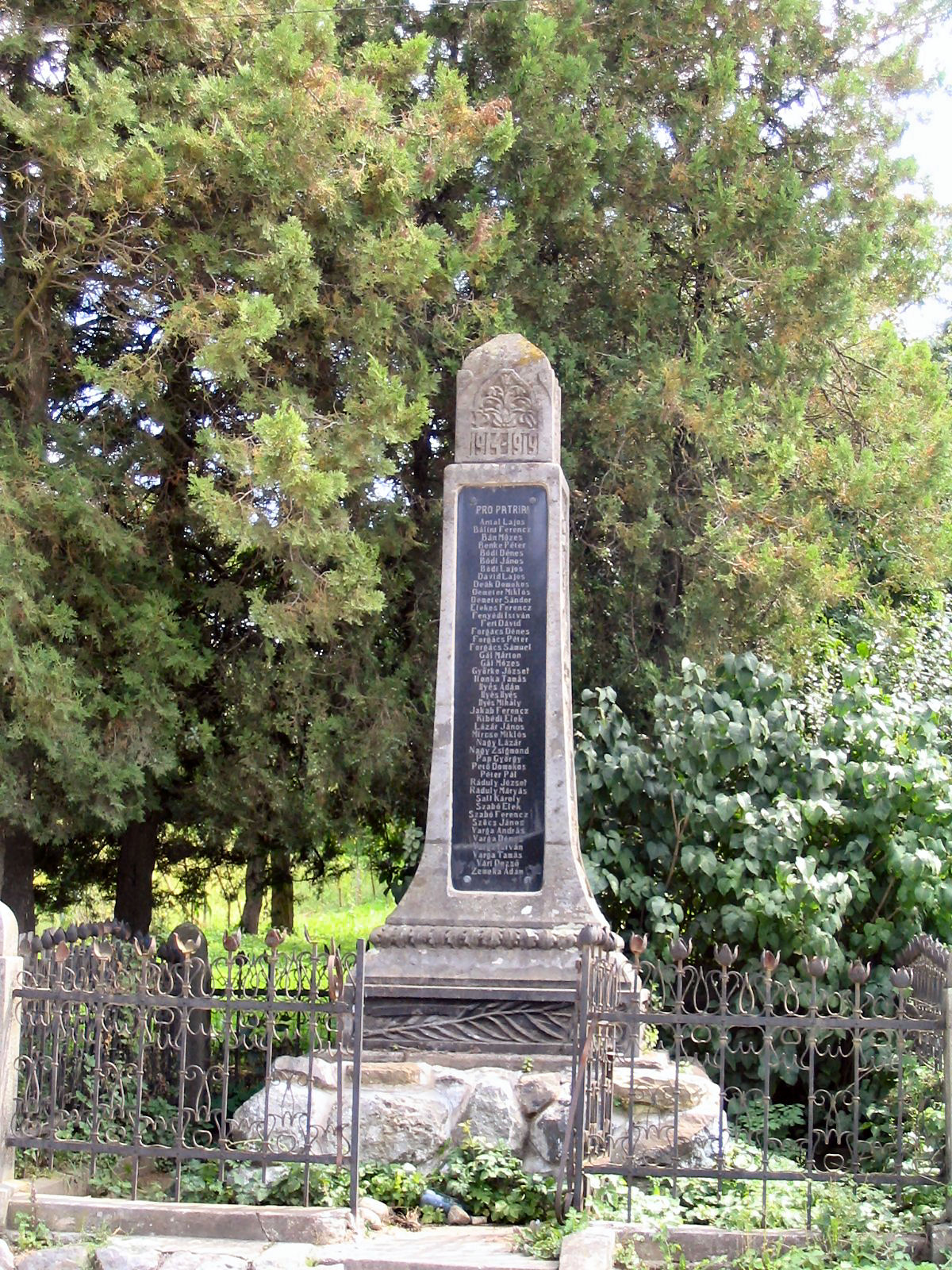
Siménfalvi első világháborús emlékmű

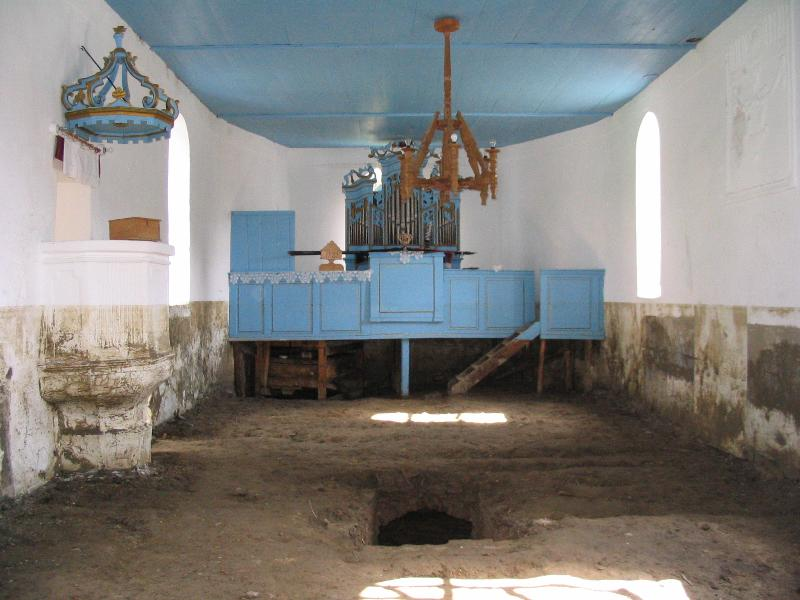
Református templom a 2005-ös árvíz után, 2005

- Egykori középkori temploma a többszöri átépítések során teljesen eltűnt. Unitárius temploma 1808 és 1811 között épült, déli bejáratán az 1586-os évszám olvasható. Tornya 1818-ból való, a középkori torony magasításával készült.
- Református temploma 1792-ben épült a Székely-kúria udvarán.

2005 - árvíz után - képek Archiválva 2021. május 6-i dátummal a Wayback Machine-ben.

## Híres emberek
- Itt kapott birtokot Székely Mózes erdélyi fejedelem, ahova később kastélyt építtetett, mely kastélyt 1805-ben bontottak le.
- Itt született 1880-ban Elekes Dénes dr. ügyvéd, földbirtokos, a Székelykeresztúri unitárius főgimnázium felügyelő-gondnoka.[1]
- Itt született 1832-ben Marosi Gergely a székelykeresztúri unitárius főgimnázium volt igazgatója, akinek a nevét a siménfalvi iskola 1990-ben felvette.
- Itt született 1868-ban Péter Sándor unitárius lelkész, történész.
- Itt született 1886-ban Vári Domokos unitárius lelkész, magyar költő.
- Itt született 1935-ben Elekes Ferenc költő, író, újságíró, esszéíró.
- Itt született 1944-ben Farkas Árpád költő.

## Források

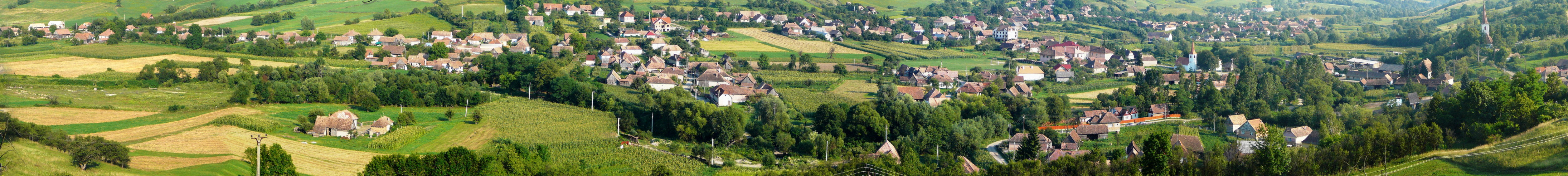
Panoráma